# Radsat
Radsat, también denominado P72-1, fue un observatorio espacial de la USAF lanzado el 2 de octubre de 1972 mediante un cohete Atlas desde la base de Vandenberg.
La misión de Radsat fue la de medir la radiación de fondo de rayos gamma alrededor de toda la Tierra. Las mediciones se hicieron en función del tiempo y de la posición en la magnetosfera terrestre. Se estudió el efecto del entorno espacial en varios recubrimientos de control térmico utilizados en el satélite y se hicieron mediciones de radiación ultravioleta y de iones de hidrógeno y helio.
El satélite tenía forma cilíndrica (2,1 m de largo por 1,37 m de diámetro) y estaba estabilizado mediante giro a 12 revoluciones por minuto; poseía un par de antenas, cada una de las cuales sobresalía 2,74 m de sendos extremos del cilindro. Portaba un espectrómetro de rayos gamma, dos detector de partículas, un experimento de radiación ultravioleta extrema y el experimento de recubrimiento de control térmico.

## Espectrómetro de rayos gamma
El detector de rayos gamma consistía en un espectrómetro con un volumen de 50 cm³ hecho de germanio y litio, con un área activa de 15 cm². Se enfriaba utilizando dióxido de carbono sólido. 

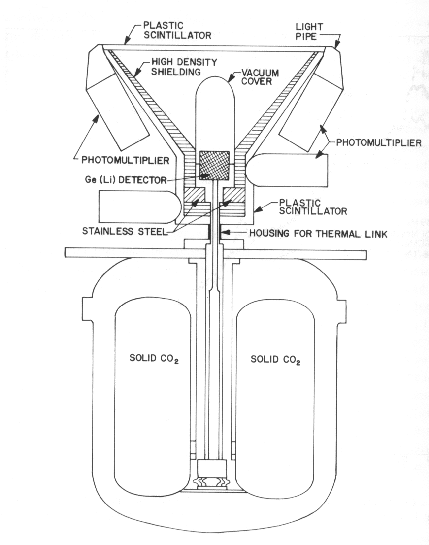
Diagrama del espectrómetro de rayos gamma de Radsat

El detector en sí estaba rodeado de un colimador en forma de W y un blindaje trasero acero inoxidable y tungsteno, rodeado a su vez de un centelleador de anticoincidencia hecho de plástico.
El detector cubría el rango de energías entre 4 keV y 2,8 MeV, distribuidos en 4096 canales. La resolución máxima fue de 4 keV a cualquiera de las energías, pero esta resolución sólo fue alcanzable en los momentos iniciales de la misión. La resolución típica del resto de la misión estuvo entre 10 y 50 keV.
El instrumento fue el primer espetrómetro de alta resolución hecho de germanio en volar al espacio. Falló a los siete meses de comenzar la misión.

## Resultados científicos
Radsat detectó varias explosiones de rayos gamma también detectadas por los satélites del proyecto Vela.